# Volta Ciclista a Catalunya 2016
96. edycja wyścigu kolarskiego Volta Ciclista a Catalunya odbyła się pomiędzy 21–27 marca 2016 roku. Liczyła siedem etapów, o łącznym dystansie 1219,6 km. Wyścig zaliczany był do rankingu światowego UCI World Tour 2016.

## Uczestnicy
Na starcie tego wieloetapowego wyścigu stanęły 24 zawodowe grupy kolarskie.
| Numery  | Kod | Drużyna            |
| ------- | --- | ------------------ |
| 1-8     | BMC | BMC Racing Team    |
| 11-18   | MOV | Movistar Team      |
| 21-28   | KAT | Team Katusha       |
| 31-38   | SKY | Team Sky           |
| 41-48   | EQS | Etixx-Quick Step   |
| 51-58   | AST | Pro Team Astana    |
| 61-68   | TNK | Tinkoff            |
| 71-78   | OGE | Orica-GreenEDGE    |
| 81-88   | LTS | Lotto Soudal       |
| 91-98   | GIA | Team Giant-Alpecin |
| 101-108 | ALM | Ag2r-La Mondiale   |
| 111-118 | LAM | Lampre-Merida      |

| Numery  | Kod | Drużyna                |
| ------- | --- | ---------------------- |
| 121-128 | TRE | Trek-Segafredo         |
| 131-138 | LTJ | Team LottoNL-Jumbo     |
| 141-148 | FDJ | FDJ                    |
| 151-158 | CPT | Cannondale Pro Cycling |
| 161-168 | IAM | IAM Cycling            |
| 171-178 | DDD | Team Dimension Data    |
| 181-188 | CJR | Caja Rural–Seguros RGA |
| 191-198 | COF | Cofidis                |
| 201-208 | CCC | CCC Sprandi Polkowice  |
| 211-218 | ROO | Roompot-Oranje Peloton |
| 221-228 | VAT | Verva ActiveJet        |
| 231-238 | WGG | Wanty-Groupe Gobert    |

## Etapy
| Etap | Data     | Start – Meta                           | Dystans  | Typ         | Zwycięzca etapu    | Lider          |
| ---- | -------- | -------------------------------------- | -------- | ----------- | ------------------ | -------------- |
| 1.   | 21 marca | Calella – Calella                      | 175,8 km | Pagórkowaty | Nacer Bouhanni     | Nacer Bouhanni |
| 2.   | 22 marca | Mataró – Olot                          | 178,8 km | Pagórkowaty | Nacer Bouhanni     | Nacer Bouhanni |
| 3.   | 23 marca | Girona – La Molina                     | 172,1 km | Górski      | Daniel Martin      | Daniel Martin  |
| 4.   | 24 marca | Bagà – Port Ainé                       | 172,2 km | Górski      | Thomas De Gendt    | Nairo Quintana |
| 5.   | 25 marca | Rialp – Valls                          | 187,2 km | Pagórkowaty | Wout Poels         | Nairo Quintana |
| 6.   | 26 marca | Sant Joan Despí – Vilanova i la Geltrú | 197,2 km | Płaski      | Davide Cimolai     | Nairo Quintana |
| 7.   | 27 marca | Barcelona – Barcelona                  | 136,4 km | Pagórkowaty | Aleksiej Catiewicz | Nairo Quintana |

### Etap 1 – 21.03: Calella > Calella, 175,8 km
| #   | Zawodnik          | Zespół | Czas       |
| --- | ----------------- | ------ | ---------- |
| 1   | Nacer Bouhanni    | COF    | 4h 28' 51" |
| 2   | Ben Swift         | SKY    | + 0"       |
| 3   | Daryl Impey       | OGE    | + 0"       |
|     |                   |        |            |
| 59  | Paweł Poljański   | TNK    | + 0"       |
| 75  | Łukasz Owsian     | CCC    | + 0"       |
| 91  | Tomasz Marczyński | LTS    | + 0"       |
| 135 | Marcin Mrożek     | CCC    | + 6' 43"   |
| 150 | Sylwester Szmyd   | CCC    | + 6' 43"   |
| 165 | Adam Stachowiak   | VAT    | + 6' 43"   |
| 166 | Kamil Gradek      | VAT    | + 6' 43"   |
| 170 | Paweł Cieślik     | VAT    | + 6' 43"   |
| 172 | Paweł Franczak    | VAT    | + 6' 43"   |
| 177 | Mateusz Taciak    | CCC    | + 6' 43"   |

| #   | Zawodnik          | Zespół | Czas       |
| --- | ----------------- | ------ | ---------- |
| 1   | Nacer Bouhanni    | COF    | 4h 28' 41" |
| 2   | Ben Swift         | SKY    | + 4"       |
| 3   | Daryl Impey       | OGE    | + 6"       |
|     |                   |        |            |
| 59  | Paweł Poljański   | TNK    | + 10"      |
| 75  | Łukasz Owsian     | CCC    | + 10"      |
| 91  | Tomasz Marczyński | LTS    | + 10"      |
| 135 | Marcin Mrożek     | CCC    | + 6' 53"   |
| 150 | Sylwester Szmyd   | CCC    | + 6' 53"   |
| 165 | Adam Stachowiak   | VAT    | + 6' 53"   |
| 166 | Kamil Gradek      | VAT    | + 6' 53"   |
| 170 | Paweł Cieślik     | VAT    | + 6' 53"   |
| 172 | Paweł Franczak    | VAT    | + 6' 53"   |
| 177 | Mateusz Taciak    | CCC    | + 6' 53"   |

### Etap 2 – 22.03: Mataró > Olot, 178,8 km
| #   | Zawodnik          | Zespół | Czas       |
| --- | ----------------- | ------ | ---------- |
| 1   | Nacer Bouhanni    | COF    | 4h 39' 10" |
| 2   | Gianni Meersman   | EQS    | + 0"       |
| 3   | Philippe Gilbert  | BMC    | + 0"       |
|     |                   |        |            |
| 9   | Paweł Franczak    | VAT    | + 0"       |
| 44  | Paweł Cieślik     | VAT    | + 0"       |
| 73  | Paweł Poljański   | TNK    | + 0"       |
| 105 | Tomasz Marczyński | LTS    | + 0"       |
| 123 | Adam Stachowiak   | VAT    | + 0"       |
| 138 | Łukasz Owsian     | CCC    | + 0"       |
| 156 | Marcin Mrożek     | CCC    | + 0"       |
| 167 | Sylwester Szmyd   | CCC    | + 36"      |
| 175 | Mateusz Taciak    | CCC    | + 43"      |
| 187 | Kamil Gradek      | VAT    | + 4' 26"   |

| #   | Zawodnik          | Zespół | Czas       |
| --- | ----------------- | ------ | ---------- |
| 1   | Nacer Bouhanni    | COF    | 9h 07' 41" |
| 2   | Ben Swift         | SKY    | + 14"      |
| 3   | Thomas De Gendt   | LTS    | + 14"      |
|     |                   |        |            |
| 60  | Paweł Poljański   | TNK    | + 20"      |
| 96  | Tomasz Marczyński | LTS    | + 20"      |
| 107 | Łukasz Owsian     | CCC    | + 20"      |
| 135 | Paweł Franczak    | VAT    | + 7' 03"   |
| 138 | Paweł Cieślik     | VAT    | + 7' 03"   |
| 150 | Adam Stachowiak   | VAT    | + 7' 03"   |
| 151 | Marcin Mrożek     | CCC    | + 7' 03"   |
| 164 | Sylwester Szmyd   | CCC    | + 7' 39"   |
| 173 | Mateusz Taciak    | CCC    | + 7' 46"   |
| 178 | Kamil Gradek      | VAT    | + 11' 27"  |

### Etap 3 – 23.03: Girona > La Molina, 172,1 km
| #   | Zawodnik          | Zespół | Czas       |
| --- | ----------------- | ------ | ---------- |
| 1   | Daniel Martin     | EQS    | 5h 00' 27" |
| 2   | Alberto Contador  | TNK    | + 2"       |
| 3   | Romain Bardet     | ALM    | + 2"       |
|     |                   |        |            |
| 95  | Łukasz Owsian     | CCC    | + 14' 16"  |
| 105 | Tomasz Marczyński | LTS    | + 16' 45"  |
| 107 | Sylwester Szmyd   | CCC    | + 16' 45"  |
| 122 | Paweł Poljański   | TNK    | + 19' 02"  |
| 126 | Adam Stachowiak   | VAT    | + 19' 58"  |
| 159 | Paweł Cieślik     | VAT    | + 21' 17"  |
| 161 | Paweł Franczak    | VAT    | + 21' 17"  |
| 164 | Marcin Mrożek     | CCC    | + 21' 17"  |
| DNF | Mateusz Taciak    | CCC    | –          |
| DNF | Kamil Gradek      | VAT    | –          |

| #   | Zawodnik          | Zespół | Czas        |
| --- | ----------------- | ------ | ----------- |
| 1   | Daniel Martin     | EQS    | 14h 08' 18" |
| 2   | Alberto Contador  | TNK    | + 6"        |
| 3   | Romain Bardet     | ALM    | + 8"        |
|     |                   |        |             |
| 92  | Łukasz Owsian     | CCC    | + 14' 26"   |
| 104 | Tomasz Marczyński | LTS    | + 16' 55"   |
| 111 | Paweł Poljański   | TNK    | + 19' 12"   |
| 137 | Sylwester Szmyd   | CCC    | + 24' 14"   |
| 144 | Adam Stachowiak   | VAT    | + 26' 51"   |
| 157 | Paweł Franczak    | VAT    | + 28' 10"   |
| 159 | Paweł Cieślik     | VAT    | + 28' 10"   |
| 160 | Marcin Mrożek     | CCC    | + 28' 10"   |

### Etap 4 – 24.03: Bagà > Port Ainé, 172,2 km
| #   | Zawodnik          | Zespół | Czas       |
| --- | ----------------- | ------ | ---------- |
| 1   | Thomas De Gendt   | LTS    | 4h 52' 04" |
| 2   | Nairo Quintana    | MOV    | + 1' 08"   |
| 3   | Richie Porte      | BMC    | + 1' 23"   |
|     |                   |        |            |
| 51  | Paweł Cieślik     | VAT    | + 8' 38"   |
| 53  | Sylwester Szmyd   | CCC    | + 8' 38"   |
| 89  | Łukasz Owsian     | CCC    | + 21' 44"  |
| 109 | Adam Stachowiak   | VAT    | + 26' 49"  |
| 110 | Marcin Mrożek     | CCC    | + 26' 49"  |
| 161 | Paweł Franczak    | VAT    | + 32' 48"  |
| DNF | Paweł Poljański   | TNK    | –          |
| DNF | Tomasz Marczyński | LTS    | –          |

| #   | Zawodnik         | Zespół | Czas        |
| --- | ---------------- | ------ | ----------- |
| 1   | Nairo Quintana   | MOV    | 19h 01' 43" |
| 2   | Alberto Contador | TNK    | + 8"        |
| 3   | Richie Porte     | BMC    | + 17"       |
|     |                  |        |             |
| 85  | Sylwester Szmyd  | CCC    | + 31' 31"   |
| 89  | Łukasz Owsian    | CCC    | + 34' 49"   |
| 91  | Paweł Cieślik    | VAT    | + 35' 27"   |
| 132 | Adam Stachowiak  | VAT    | + 52' 19"   |
| 148 | Marcin Mrożek    | CCC    | + 53' 38"   |
| 159 | Paweł Franczak   | VAT    | + 59' 37"   |

### Etap 5 – 25.03: Rialp > Valls, 187,2 km
| #   | Zawodnik        | Zespół | Czas       |
| --- | --------------- | ------ | ---------- |
| 1   | Wout Poels      | SKY    | 3h 59' 03" |
| 2   | Dario Cataldo   | AST    | + 11"      |
| 3   | Gaëtan Bille    | WGG    | + 11"      |
|     |                 |        |            |
| 63  | Sylwester Szmyd | CCC    | + 56"      |
| 91  | Paweł Cieślik   | VAT    | + 2' 49"   |
| 112 | Łukasz Owsian   | CCC    | + 6' 01"   |
| 113 | Marcin Mrożek   | CCC    | + 6' 01"   |
| 131 | Adam Stachowiak | VAT    | + 7' 14"   |
| 141 | Paweł Franczak  | VAT    | + 8' 40"   |

| #   | Zawodnik         | Zespół | Czas         |
| --- | ---------------- | ------ | ------------ |
| 1   | Nairo Quintana   | MOV    | 23h 01' 19"  |
| 2   | Alberto Contador | TNK    | + 7"         |
| 3   | Richie Porte     | BMC    | + 17"        |
|     |                  |        |              |
| 81  | Sylwester Szmyd  | CCC    | + 31' 54"    |
| 90  | Paweł Cieślik    | VAT    | + 37' 43"    |
| 96  | Łukasz Owsian    | CCC    | + 40' 17"    |
| 139 | Adam Stachowiak  | VAT    | + 59' 00"    |
| 141 | Marcin Mrożek    | CCC    | + 59' 06"    |
| 161 | Paweł Franczak   | VAT    | + 1h 07' 44" |

### Etap 6 – 26.03: Sant Joan Despí > Vilanova i la Geltrú, 197,2 km
| #   | Zawodnik           | Zespół | Czas       |
| --- | ------------------ | ------ | ---------- |
| 1   | Davide Cimolai     | LAM    | 4h 35' 13" |
| 2   | Nikias Arndt       | GIA    | + 0"       |
| 3   | Tosh Van Der Sande | LTS    | + 0"       |
|     |                    |        |            |
| 76  | Łukasz Owsian      | CCC    | + 0"       |
| 88  | Adam Stachowiak    | VAT    | + 0"       |
| 101 | Paweł Franczak     | VAT    | + 1' 37"   |
| 116 | Marcin Mrożek      | CCC    | + 1' 54"   |
| 146 | Sylwester Szmyd    | CCC    | + 5' 29"   |
| DNF | Paweł Cieślik      | VAT    | –          |

| #   | Zawodnik         | Zespół | Czas         |
| --- | ---------------- | ------ | ------------ |
| 1   | Nairo Quintana   | MOV    | 27h 36' 32"  |
| 2   | Alberto Contador | TNK    | + 7"         |
| 3   | Richie Porte     | BMC    | + 17"        |
|     |                  |        |              |
| 75  | Sylwester Szmyd  | CCC    | + 30' 40"    |
| 92  | Łukasz Owsian    | CCC    | + 40' 17"    |
| 119 | Adam Stachowiak  | VAT    | + 52' 17"    |
| 128 | Marcin Mrożek    | CCC    | + 54' 17"    |
| 152 | Paweł Franczak   | VAT    | + 1h 02' 38" |

### Etap 7 – 27.03: Barcelona > Barcelona, 136,4 km
| #   | Zawodnik           | Zespół | Czas       |
| --- | ------------------ | ------ | ---------- |
| 1   | Aleksiej Catiewicz | TNK    | 3h 13' 33" |
| 2   | Primož Roglič      | TLJ    | + 0"       |
| 3   | Jarlinson Pantano  | IAM    | + 14"      |
|     |                    |        |            |
| 71  | Adam Stachowiak    | VAT    | + 5' 47"   |
| 121 | Sylwester Szmyd    | CCC    | + 9' 16"   |
| 122 | Łukasz Owsian      | CCC    | + 9' 16"   |
| DNF | Marcin Mrożek      | CCC    | –          |
| DNF | Paweł Franczak     | VAT    | –          |

| #   | Zawodnik         | Zespół | Czas         |
| --- | ---------------- | ------ | ------------ |
| 1   | Nairo Quintana   | MOV    | 30h 50' 19"  |
| 2   | Alberto Contador | TNK    | + 7"         |
| 3   | Daniel Martin    | EQS    | + 17"        |
|     |                  |        |              |
| 82  | Sylwester Szmyd  | CCC    | + 46' 25"    |
| 85  | Łukasz Owsian    | CCC    | + 49' 19"    |
| 107 | Adam Stachowiak  | VAT    | + 1h 04' 33" |

## Liderzy klasyfikacji po etapach
| Etap                 | Zwycięzca            | Klasyfikacja generalna | Klasyfikacja górska | Klasyfikacja młodzieżowa | Klasyfikacja sprinterska | Klasyfikacja drużynowa |
| -------------------- | -------------------- | ---------------------- | ------------------- | ------------------------ | ------------------------ | ---------------------- |
| 1                    | Nacer Bouhanni       | Nacer Bouhanni         | Cameron Meyer       | Louis Vervaeke           | Louis Vervaeke           | Team Giant-Alpecin     |
| 2                    | Nacer Bouhanni       | Nacer Bouhanni         | Boris Dron          | Louis Vervaeke           | Thomas De Gendt          | Team Sky               |
| 3                    | Daniel Martin        | Daniel Martin          | Boris Dron          | Davide Formolo           | Koen Bouwman             | BMC Racing Team        |
| 4                    | Thomas De Gendt      | Nairo Quintana         | Thomas De Gendt     | Hugh Carthy              | Thomas De Gendt          | BMC Racing Team        |
| 5                    | Wout Poels           | Nairo Quintana         | Thomas De Gendt     | Hugh Carthy              | Thomas De Gendt          | BMC Racing Team        |
| 6                    | Davide Cimolai       | Nairo Quintana         | Thomas De Gendt     | Hugh Carthy              | Thomas De Gendt          | BMC Racing Team        |
| 7                    | Aleksiej Catiewicz   | Nairo Quintana         | Thomas De Gendt     | Hugh Carthy              | Thomas De Gendt          | BMC Racing Team        |
| Klasyfikacja końcowa | Klasyfikacja końcowa | Nairo Quintana         | Thomas De Gendt     | Hugh Carthy              | Thomas De Gendt          | BMC Racing Team        |

## Klasyfikacje końcowe

### Klasyfikacja generalna
|     | Zawodnik           | Zespół                 | Czas         |
| --- | ------------------ | ---------------------- | ------------ |
| 1   | Nairo Quintana     | Movistar Team          | 30h 50' 19"  |
| 2   | Alberto Contador   | Tinkoff                | + 7"         |
| 3   | Daniel Martin      | Etixx-Quick Step       | + 17"        |
| 4   | Richie Porte       | BMC Racing Team        | + 17"        |
| 5   | Tejay van Garderen | BMC Racing Team        | + 27"        |
| 6   | Romain Bardet      | Ag2r-La Mondiale       | + 31"        |
| 7   | Ilnur Zakarin      | Team Katusha           | + 42"        |
| 8   | Christopher Froome | Team Sky               | + 46"        |
| 9   | Hugh Carthy        | Caja Rural-Seguros RGA | + 1' 01"     |
| 10  | Rigoberto Urán     | Cannondale             | + 1' 16"     |
|     |                    |                        |              |
| 82  | Sylwester Szmyd    | CCC Sprandi Polkowice  | + 46' 25"    |
| 85  | Łukasz Owsian      | CCC Sprandi Polkowice  | + 49' 19"    |
| 107 | Adam Stachowiak    | Verva ActiveJet        | + 1h 04' 33" |

|   | Zawodnik         | Zespół                   | Punkty |
| - | ---------------- | ------------------------ | ------ |
| 1 | Thomas De Gendt  | Lotto Soudal             | 117    |
| 2 | Boris Dron       | Wanty - Groupe Gobert    | 97     |
| 3 | Pieter Weening   | Roompot - Oranje Peloton | 66     |
| 4 | Alberto Contador | Tinkoff                  | 56     |
| 5 | Nairo Quintana   | Movistar Team            | 53     |

|   | Zawodnik       | Zespół                 | Czas        |
| - | -------------- | ---------------------- | ----------- |
| 1 | Hugh Carthy    | Caja Rural-Seguros RGA | 30h 51' 20" |
| 2 | Davide Formolo | Canonndale             | + 44"       |
| 3 | Louis Vervaeke | Lotto Soudal           | + 1' 11"    |
| 4 | Merhawi Kudus  | Dimension Data         | + 1' 22"    |
| 5 | Warren Barguil | Team Giant-Alpecin     | + 1' 45"    |

|   | Zawodnik           | Zespół              | Punkty |
| - | ------------------ | ------------------- | ------ |
| 1 | Thomas De Gendt    | Lotto Soudal        | 15     |
| 2 | Koen Bouwman       | Team Lotto NL-Jumbo | 9      |
| 3 | Daniel Martin      | Etixx-Quick Step    | 7      |
| 4 | Aleksiej Catiewicz | Team Katusha        | 4      |
| 5 | Bert-Jan Lindeman  | Team Lotto NL-Jumbo | 3      |

|    | Zespół                      | Czas         |
| -- | --------------------------- | ------------ |
| 1  | BMC Racing Team             | 92h 34′ 46″  |
| 2  | Cannondale Pro Cycling Team | + 1' 08"     |
| 3  | Team Katusha                | + 4' 22"     |
| 4  | Ag2r-La Mondiale            | + 5' 50"     |
| 5  | Caja Rural-Seguros RGA      | + 6' 40"     |
|    |                             |              |
| 20 | CCC Sprandi Polkowice       | + 1h 21' 06" |
| 23 | Verva ActiveJet             | + 2h 11' 46" |